# Haarlerberg
De Haarlerberg is een 63,2 meter hoge heuvel in de gemeente Hellendoorn in de Nederlandse provincie Overijssel. De heuvel maakt deel uit van het Nationaal Park Sallandse Heuvelrug.
Ten noordoosten van de Haarlerberg ligt de Noetselerberg die van elkaar gescheiden worden door een smeltwaterdal. Direct ten zuiden van de top van de Haarlerberg ligt de Kleine Koningsbelt. Verder naar het zuiden en zuidwesten liggen respectievelijk de Grote Koningsbelt en de Sprengenberg.